# Bolton Landing
Bolton Landing – jednostka osadnicza w Stanach Zjednoczonych, w stanie Nowy Jork, w hrabstwie Warren.